# Olympische Sommerspiele 1968/Teilnehmer (Libyen)
| Gelbes Symbol für Goldmedaillen mit stilisierten Olympischen Ringen | Graues Symbol für Silbermedaillen mit stilisierten Olympischen Ringen | Braundes Symbol für Bronzemedaillen mit stilisierten Olympischen Ringen |
| ------------------------------------------------------------------- | --------------------------------------------------------------------- | ----------------------------------------------------------------------- |
| —                                                                   | —                                                                     | —                                                                       |

Libyen nahm an den Olympischen Sommerspielen 1968 im mexikanischen Mexiko-Stadt mit einer Delegation von einem männlichen Sportler an einem Wettbewerb in einer Sportart teil. 
Es war die erste Teilnahme Libyens an Olympischen Sommerspielen überhaupt. 

## Teilnehmer nach Sportarten

### Leichtathletik
400 m Hürden
- Mohamed Asswai Khalifa
Vorläufe: in Lauf eins (Rang 8) mit 54,3 s (handgestoppt) bzw. 54,34 s (elektronisch) nicht für das Halbfinale qualifiziert